# Пётр из Бергамо
Пётр из Бе́ргамо (итал. Pietro da Bergamo, ум. в 1482 году, Пьяченца) — католический монах из ордена доминиканцев, богослов, исследователь творчества Фомы Аквинского.

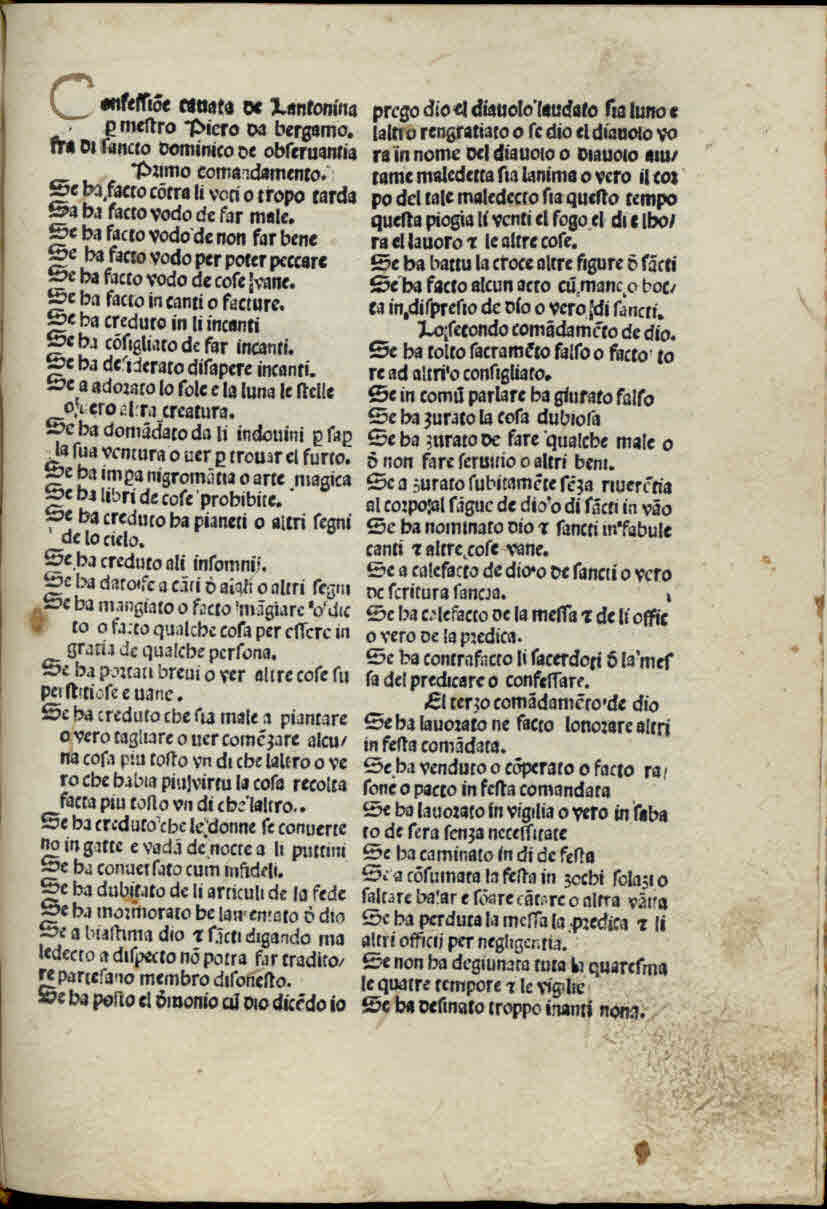
Confessione cavata dall'Antonina, 1487-1490

Дата рождения неизвестна. В Бергамо вступил в орден проповедников (доминиканцы), закончил Болонский университет. C 1461 года — профессор в главной школе ордена в Болонье. Умер в 1482 году в Пьяченце.
Всю жизнь Пётр из Бергамо посвятил изучению и комментированию трудов Фомы Аквинского, составил полный индекс его работ под названием «Золотая таблица». Сочинение «Этимологии или Соласования выводов» посвящено разбору спорных мест в трудах знаменитого богослова, где содержатся кажущиеся противоречия. В ещё одной работе приведены все библейские цитаты Фомы с комментариями.
Работы Петра из Бергамо многократно переиздавались и пользовались большим авторитетом среди последователей томизма в XVI—XVII веках. В числе главных заслуг Петра также создание богословской школы, многие его ученики стали известными доминиканскими богословами. Пётр снискал репутацию человека святой жизни, но канонизирован не был.